# Le Portrait de Dorian Gray (téléfilm, 1973)
Pour les articles homonymes, voir Le Portrait de Dorian Gray (homonymie).
Pour plus de détails, voir Fiche technique et Distribution.
Le Portrait de Dorian Gray (The Picture of Dorian Gray) est un téléfilm américain réalisé par Glenn Jordan, diffusé le 23 avril 1973 sur ABC.

## Synopsis
D'après Le Portrait de Dorian Gray d’Oscar Wilde.

## Fiche technique
- Titre : Le Portrait de Dorian Gray
- Titre original : The Picture of Dorian Gray
- Réalisation : Glenn Jordan
- Scénario : John Tomerlin et d'après le roman de Oscar Wilde, Le Portrait de Dorian Gray
- Production : Dan Curtis et Tim Steele
- Musique : Bob Cobert
- Photographie : Ben Colman
- Montage : Dennis Virkler (en)
- Format : Couleurs - 1,33:1 - Dolby Digital - 35 mm
- Genre : Action
- Date de sortie : 
  -  États-Unis : 23 avril 1973

## Distribution
- Shane Briant : Dorian Gray
- Nigel Davenport : Lord Harry Wotton
- Charles Aidman : Basil Hallward
- Fionnula Flanagan : Felicia
- Linda Kelsey : Beatrice
- Vanessa Howard : Sybil Vane
- John Karlen : Alan Campbell
- Dixie Marquis : Madame de Ferrol
- Brendan Dillon : Victor
- Kim Richards : Beatrice enfant
- William Beckley : Syme
- Hedley Mattingly : Parker
- Tom McCorrey (crédité Tom McCorry) : James Vane
- Patricia Tidy : Charwoman
- Ben Wrigley : Hansom Cab Driver
- Diana Wyatt : voisine